# Cosquín Rock 2025
Cosquín Rock 2025 fue la vigésimo cuarta edición del festival Cosquín Rock. Se desarrollará en el aeródromo de Santa María de Punilla, ubicado en la provincia de Córdoba, Argentina.
En julio de 2024 se anunció la edición en la que se cumplirá el 25° aniversario de la primera edición de Cosquín Rock. Contó con récord de venta de entradas en su primer día.
Tres días antes del anuncio oficial de la grilla, la mítica banda Los Piojos anunció que volverían al festival luego de 15 años de su separación y de su última presentación en Cosquín Rock.
El 30 de septiembre se confirmaron los demás artistas, entre los que destacaron Babasónicos, Airbag, Divididos y Wos, encabezando el flyer, así como también el DJ internacional Deadmau5. Tan solo dos días después, se confirmó la programación por día.
Los escenarios y horarios fueron anunciados finalmente el 3 de febrero de 2025. Los Auténticos Decadentes y Ratones Paranoicos cerraron el primer día en los escenarios principales, mientras que lo mismo hicieron Luck Ra y Los Piojos en la segunda jornada.
El festival contó con entradas agotadas y una asistencia de 110 mil personas.

## Presentaciones musicales previas
A modo de preparación para el festival, se realizó la serie de shows callejeros «Desembarco» en distintos espacios del país, con la participación de artistas que pasaron por el Cosquín Rock en los últimos 25 años, con entrada libre y gratuita.
| Fecha                   | Localización                     | Banda                  |
| ----------------------- | -------------------------------- | ---------------------- |
| 1 de agosto de 2024     | Mercado Alberdi, Córdoba         | Conociendo Rusia       |
| 7 de agosto de 2024     | Monumento de la Reforma, Córdoba | Silvestre y la Naranja |
| 14 de agosto de 2024    | Plaza Houssay, Buenos Aires      | El Plan de la Mariposa |
| 12 de octubre de 2024   | Faro del Bicentenario, Córdoba   | Piti Fernández         |
| 16 de octubre de 2024   | Plaza Independencia, Mendoza     | Los Caligaris          |
| 1 de noviembre de 2024  | Parque Autóctono, Córdoba        | Koino Yokan            |
| 15 de noviembre de 2024 | Parque Los Andes, Buenos Aires   | La Delio Valdez        |
| 16 de noviembre de 2024 | Plaza Francia, Buenos Aires      | Ryan                   |

Por primera vez, el Cosquín Rock tuvo una fiesta inaugural: la «Fiesta ¡Fa!», con la conducción de Mex Urtizberea junto con músicos que se presentaron durante el festival e invitados.
| Fecha                 | Localización                     | Banda |
| --------------------- | -------------------------------- | --- |
| 13 de febrero de 2025 | Estadio nuevo de Atenas, Córdoba | Sol Pereyra, La K'onga, Hilda Lizarazu, Walas, Los Caligaris, Javiera Mena, Santiago Motorizado, Fleivor y Mía Folino |

## Grilla
| Sábado 15 de febrero            | Sábado 15 de febrero     | Sábado 15 de febrero | Sábado 15 de febrero   | Sábado 15 de febrero        | Sábado 15 de febrero | Sábado 15 de febrero |
| Escenario Norte                 | Escenario Sur            | Escenario Montaña    | Escenario Boomerang    | La Casita del Blues         | Hangar Club          |                      |
| ------------------------------- | ------------------------ | -------------------- | ---------------------- | --------------------------- | -------------------- | -------------------- |
| Los Auténticos Decadentes       | Ratones Paranoicos       | Popof B2B Space 92   | Fiesta Polenta         | Miguel Vilanova             | DJs Pareja           |                      |
| Dillom                          | Las Pastillas del Abuelo | Julian Jeweil        | Turf                   | Memphis la Blusera          | Lupe                 |                      |
| Airbag                          | Babasonicos              | Mariano Mellino      | El Plan de la Mariposa | Claudia Sette y Toyo Bagoso | Mabel                |                      |
| Divididos                       | Wos                      | Conociendo Rusia     | Emmanuel Horvilleur    | Los Espíritus               | Gaba                 |                      |
| Él Mató a un Policía Motorizado | Guasones                 | No Te Va Gustar      | Indios                 | Claudette King              | Marti Death          |                      |
| Hilda Canta a Charly            | Los Tipitos              | La Vela Puerca       | Leo Rizzi              | Yulie Ruth y Vane Ruth      |                      |                      |
| Koino Yokan                     | Jóvenes Pordioseros      | Cruzando el Charco   | Siddhartha             | The Ginger Hearts           |                      |                      |
| Santi Celli                     | Ryan                     | El Zar               | Vinocio                | Los Mentidores              |                      |                      |
|                                 |                          | Inazulina            | Florian                |                             |                      |                      |
|                                 |                          |                      | Uma                    |                             |                      |                      |

| Domingo 16 de febrero     | Domingo 16 de febrero | Domingo 16 de febrero  | Domingo 16 de febrero  | Domingo 16 de febrero                     | Domingo 16 de febrero | Domingo 16 de febrero |
| Escenario Norte           | Escenario Sur         | Escenario Montaña      | Escenario Paraguay     | La Casita del Blues                       | Hangar Club           |                       |
| ------------------------- | --------------------- | ---------------------- | ---------------------- | ----------------------------------------- | --------------------- | --------------------- |
| Luck Ra                   | Los Piojos            | Peces Raros            | Hijo de la Tormenta    | Los Búfalos Sedientos                     | Sol Ortega            |                       |
| Nafta                     | Skay y los Fakires    | Juan Hansen            | Rosa Profunda          | Iván Singh y Sheryl Youngblood            | Pampa                 |                       |
| La Delio Valdez           | Las Pelotas           | Deadmau5               | Winona Riders          | Piti Fernández                            | J Catriel             |                       |
| Nicki Nicole              | Ale Kurz              | Bandalos Chinos        | Massacre               | The Rhythm Gamblers                       | Maia Dros             |                       |
| Ca7riel y Paco Amoroso    | La Chancha Muda       | Silvestre y La Naranja | Vapors of Morphine     | Cesar Valdomir, Mari Polé y Nico Raffetta | Sivinski              |                       |
| Bhavi                     | Wayra Iglesias        | Blair                  | Zoe Gotusso            | Sol Bassa                                 |                       |                       |
| AgusFortnite2008 y Stiffy | Daniela Milagros      | Genitallica            | Javiera Mena           | Cindy Coleoni                             |                       |                       |
| K4                        |                       |                        | Manu Martínez          | Marlene Suchy & The Super Sax             |                       |                       |
|                           |                       |                        | Lara91k                | Papi Chimi Romero & Brossoul              |                       |                       |
|                           |                       |                        | Fonso y Las Paritarias |                                           |                       |                       |

## Transmisión
El evento se transmitió en Latinoamérica a través del canal de televisión Star Channel y del servicio de streaming Disney+.

## Momentos destacados
El primer día, Los Auténticos Decadentes cerraron el escenario Norte, invitando a Piti Fernández y Dillom a cantar «Vení Raquel» y «Los Piratas», respectivamente. Anteriormente, Dillom había subido al escenario de Wos para hacer «Cabezas cromadas», mientras que en su show personal subió al escenario a Santiago Motorizado para «Cirugía». El Mató a un Policía Motorizado tuvo a la chilena Javiera Mena para «Terrorismo en la copa del mundo». Además, La Vela Puerca invitó a Emiliano Brancciari para «Zafar» y No Te Va Gustar a Sebastián Teysera para «Pensar». Estos últimos también homenajearon a Patricio Rey y sus Redonditos de Ricota con la versión de «Un ángel para tu soledad», mientras que Cruzando el Charco hizo lo propio con «Volver a casa» de Intoxicados.
El segundo día tuvo como cierre central a Los Piojos con su show de dos horas y media, que tuvo como invitados a Ca7riel y a Catriel Ciavarella para «Tan solo» y «Genius», respectivamente. Nicki Nicole versionó «Seminare» de Serú Girán y Luck Ra hizo lo propio con «Yendo de la cama al living» de Charly García. Lula Bertoldi subió al escenario para tocar «Venganza» con Nicki Nicole.
Algunos artistas expresaron críticas al gobierno nacional, especialmente en cuanto a los ataques personales y a la industria musical dirigidos a María Becerra y Lali por parte del presidente Javier Milei, así como también a la censura que sufrió por parte de las autoridades políticas Milo J. Algunos de estos fueron Andrés Ciro Martínez de Los Piojos, Emiliano Brancciari de No Te Va Gustar, Joaquín Levinton de Turf, Gonzalo Pascual de La Chancha Muda, Dillom, Nicki Nicole, Ryan y Blair. Entre los comentarios, los músicos también criticaron, mediante declaraciones y canciones, el accionar del presidente en el escándalo por la estafa de $LIBRA que tuvo lugar ese mismo fin de semana y que llevó a un escándalo internacional.
Ambos días se presentó el ilustrador Rocambole con la muestra "Las mil y una noches de Patricio Rey".